# Miracle (canción de Calvin Harris y Ellie Goulding)
«Miracle» (en español: «Milagro») es una canción del DJ y productor discográfico escocés Calvin Harris y la cantante  Ellie Goulding. Fue lanzada como un sencillo el 10 de marzo de 2023, a través de Sony Music. La canción marca su tercera colaboración, después de «I Need Your Love» (2013) y «Outside» (2014). Comercialmente, «Miracle» encabezó las listas tanto en Irlanda como en el Reino Unido y alcanzó el top 10 en Bélgica, Japón, Países Bajos y Polonia.

## Antecedentes
El 12 de enero de 2023, Harris publicó una foto de él y Goulding juntos en un estudio de grabación. El 5 de febrero, Harris compartió un video donde editaba las armonías de Goulding en la canción. Goulding interpretó por primera vez partes de la canción a capela dentro de la iglesia de San Bartolomé el Grande que ambos artistas subieron a TikTok.
La canción es su primera colaboración en casi diez años. Según Harris, crear la canción lo llevó de regreso a sus primeros días como productor a fines de la década de 1990, habiendo tomado «partes de eso» y colocándolo «en un nuevo contexto». Eligió a Goulding como vocalista, citando su «voz angelical» y llamándola la única capaz de pronunciar la voz en la canción.

## Composición
Descrita como una canción de trance, ve al dúo regresando «[a]l apogeo del rave de trance», presentando un «pulsante ritmo de batería de eurodance» combinado con un «piano etéreo y sintetizadores brillantes» en la producción. Katie Bain de Billboard pensó que la canción recordaba a «Children» (1995) de Robert Miles. La composición de la canción, inspirada en la música electrónica de los 90, fue notablemente diferente a sus colaboraciones anteriores.

## Posicionamiento en listas
| Listas (2023)                                         | Mejor posición |
| ----------------------------------------------------- | -------------- |
| Alemania (Official German Charts)                     | 43             |
| Australia (ARIA)                                      | 13             |
| Australia (ARIA Club)                                 | 2              |
| Australia (ARIA Dance)                                | 1              |
| Austria (Ö3 Austria Top 40)                           | 72             |
| Bélgica (Ultratop 50 Flandes)                         | 4              |
| Bélgica (Ultratop 50 Valonia)                         | 3              |
| Bulgaria (PROPHON)                                    | 5              |
| Canadá (Billboard Canadian Hot 100)                   | 71             |
| Dinamarca (Tracklisten)                               | 18             |
| Eslovaquia (Rádio Top 100)                            | 31             |
| Eslovaquia (Singles Digitál Top 100)                  | 53             |
| Estados Unidos (Billboard Hot Dance/Electronic Songs) | 6              |
| Francia (SNEP)                                        | 27             |
| Hungría (Dance Top 40)                                | 38             |
| Hungría (Single Top 40)                               | 12             |
| Irlanda (IRMA)                                        | 1              |
| Japón (Billboard Japan Hot Overseas)                  | 10             |
| Lituania (AGATA)                                      | 27             |
| Luxemburgo (Billboard Luxembourg Songs)               | 10             |
| Mundo (Billboard Global 200)                          | 41             |
| Noruega (VG-lista)                                    | 27             |
| Nueva Zelanda (Recorded Music NZ)                     | 18             |
| Países Bajos (Dutch Top 40)                           | 2              |
| Países Bajos (Single Top 100)                         | 6              |
| Polonia (Polish Airplay Top 100)                      | 1              |
| Polonia (Polish Streaming Top 100)                    | 31             |
| Portugal (AFP)                                        | 138            |
| Reino Unido (UK Singles)                              | 1              |
| Reino Unido (UK Dance)                                | 1              |
| República Checa (Rádio – Top 100)                     | 27             |
| República Checa (Singles Digitál Top 100)             | 74             |
| Rusia (Tophit)                                        | 12             |
| Suecia (Sverigetopplistan)                            | 22             |
| Suiza (Schweizer Hitparade)                           | 23             |

## Certificaciones
| País        | Organismo certificador | Certificación | Ventas certificadas | Ref.   |
| ----------- | ---------------------- | ------------- | ------------------- | ------ |
| Australia   | ARIA                   | Oro           | 35 000              | [ 44 ] |
| Reino Unido | BPI                    | Oro           | 400 000             | [ 45 ] |
| Suiza       | IFPI Suiza             | Oro           | 10 000              | [ 46 ] |

## Historial de lanzamiento
| Región         | Fecha               | Formato(s)                 | Discográfica | Ref.   |
| -------------- | ------------------- | -------------------------- | ------------ | ------ |
| Varios         | 10 de marzo de 2023 | Descarga digital streaming | Sony Music   | [ 6 ]  |
| Estados Unidos | 6 de junio de 2023  | Contemporary hit radio     | Sony Music   | [ 47 ] |